# Buslijn R (Haaglanden)
Buslijn R van HTM is een voormalige buslijn in de regio Haaglanden, in de Nederlandse provincie Zuid-Holland.

## Geschiedenis

### 1928-1942
- 1 mei 1928: De eerste instelling van lijn R vond plaats op het traject Van Hogenhoucklaan/Ruychrocklaan - Spui/Kalvermarkt. De lijnkleur was blauw, met witte letters.
- 19 september 1928: Het eindpunt Van Hogenhoucklaan/Ruychrocklaan werd verlegd naar de Waalsdorperweg. Het eindpunt Spui/Kalvermarkt werd verlengd naar het Hollands Spoor. De lijnkleur werd groen, met gele letters.
- 4 januari 1936: Het eindpunt Hollands Spoor werd verlengd naar het Jonckbloetplein.
- 15 oktober 1937: het eindpunt Jonckbloetplein werd verlegd naar Melis Stokelaan/Beatrijsstraat.
- 10 - 15 mei 1940: Vanwege de Duitse inval rijd lijn R niet.
- 22 mei 1940: Lijn R werd ingekort tot het traject Waalsdorperweg - Nassauplein.
- 16 juli 1940: lijn R werd verlengd en kreeg het traject Waalsdorperweg - Spui/Hofweg.
- 28 februari 1942: Lijn R werd opgeheven vanwege gebrek aan onderdelen en brandstof, veroorzaakt door oorlogsomstandigheden.[1][2]

### 1948-1955
- 15 april 1948: De dienst op lijn R werd hervat op het traject Turfmarkt/Grote Brouwerstraat - Esmoreitplein.
- 1 oktober 1948: Het oude eindpunt Van Hogenhoucklaan/Ruychrocklaan werd weer in gebruik genomen.
- 28 september 1950: het eindpunt Esmoreitplein werd verlegd naar Melis Stokelaan/Aagje Dekenlaan.
- 1 oktober 1950: Het eindpunt Van Hogenhoucklaan/Ruychrocklaan werd verlegd naar de Bronovolaan.
- 17 september 1951: Het eindpunt Melis Stokelaan/Aagje Dekenlaan werd verlegd naar Betje Wolfstraat/Rhijnvis Feithlaan.
- 5 juli 1952: Het eindpunt Betje Wolfstraat/Rhijnvis Feithlaan werd verlegd naar Melis Stokelaan//Loevesteinlaan.
- 17 januari 1955: Het eindpunt Melis Stokelaan//Loevesteinlaan werd verlegd naar Melis Stokelaan//Leyweg.
- 31 oktober 1955: Lijn R werd opgeheven in het kader van de wijziging van alle Haagse buslijnnummers van letters in cijfers. Het traject werd overgenomen door lijn 27.[2][3][4]